# Júlio Cesar Garcia
Julio César Garcia (Florianópolis, 28 de março de 1950) é um político brasileiro. É atualmente o Presidente da Assembleia Legislativa de Santa Catarina (ALESC). É o único deputado a ser eleito quatro vezes para o Presidência desde a fundação da Assembleia Legislativa em 1889.

## Vida
Filho de Milton Santos Garcia e de Hermozila Salles Garcia.

## Carreira
Julio Garcia começou a trabalhar como office-boy no Banco do Estado de Santa Catarina (BESC), formou-se Técnico em Contabilidade. Na instituição chegou à Direção de Crédito Geral e Câmbio, de 1983 a 1985.
Presidiu o Banco de Desenvolvimento do Estado de Santa Catarina (BADESC), em 1995, e a Companhia de Água e Saneamento de Santa Catarina (CASAN), em 1996 e 1997.
Julio Garcia é reconhecido como um líder estadual influente, respeitado e com trabalho destacado nas causas sociais. 
Mandatos na Assembleia Legislativa de Santa Catarina:
•	11ª Legislatura (1987-1991), eleito com 17.129 votos, foi Líder da Bancada do PFL na Assembleia Legislativa e Deputado Constituinte (Constituição assinada em 5 de outubro de 1989);
•	12ª Legislatura (1991-1995), obteve 15.307 votos. 
•	13ª Legislatura (1995-1999), com 15.740 votos, obteve a suplência e não foi convocado;
•	14ª Legislatura (1999-2003), recebeu 25.989 votos, ficou segundo Suplente, foi convocado, tomou posse e exerceu funções parlamentares;
•	15ª Legislatura (2003-2007), eleito com 32.573 votos, foi Presidente da ALESC no biênio 2005-2006;
•	16ª Legislatura (2007-2011), alcançou 51.010 votos no pleito eleitoral e novamente assumiu as funções de Presidente da ALESC, nos anos de 2007 e 2008.
•	Em setembro de 2009, renunciou ao mandato parlamentar para tomar posse no cargo de Conselheiro do Tribunal de Contas do Estado (TCE), nomeado pelo Governador Luiz Henrique da Silveira.
•	Em 1º de setembro de 2009, assumiu como Conselheiro do TCE. Novas eleições para a Presidência do TCE apontaram, por unanimidade, o Conselheiro Julio Garcia como Presidente da Corte de Contas, com mandato de 2014 a 2015. 
•	Depois de quase dez anos Julio Garcia voltou à política, em 2018, elegendo-se Deputado Estadual à Casa Legislativa, pelo Partido Social Democrático (PSD), com 57.772 votos - o primeiro na ordem de votação de seu partido, e sendo diplomado para a 19ª Legislatura (2019-2023).

## Lei das Apaes
É autor da Lei das Apaes - Pioneira no Brasil. Apaeano convicto, Julio Garcia defendia que as Apaes tivessem uma fonte permanente de recursos, para que não dependessem somente de doações e campanhas. E isso foi possível em 2005, quando o então presidente da Assembleia Legislativa, Julio Garcia, assumiu interinamente o governo do Estado por apenas 12 dias.
Nesse período, concebeu e encaminhou o Projeto de Lei ao Legislativo Catarinense garantindo os recursos mensais provenientes do Fundo Social para as Apaes de Santa Catarina, distribuídos de acordo com o número de alunos de cada unidade. Naquele momento, 183 Apaes foram beneficiadas. 
```
O projeto foi aprovado por unanimidade pelos parlamentares e se transformou na Lei nº 13.633, de 20 de dezembro de 2005, que modificou completamente a realidade dessa instituição e de seus alunos no Estado. Desde sua implantação, já foram transferidos quase R$ 380 milhões para todas as Apaes de Santa Catarina.
```

## Homenagens
•	Título de Cidadão Honorário de Criciúma, concedido pela Câmara Municipal de Criciúma, 2009.
•	Título de Cidadão Arroio-Silvense, oferecido pela Câmara Municipal de Balneário Arroio do Silva, 2013.
•	Homenageado por ser um dos Deputados Consttuintes no ano de 1988, pelo Parlamento Catarinense,  2013.
•	Comenda do Legislativo, a maior honraria concedida pela Assembleia Legislativa. Os escolhidos foram indicados pelos Deputados Estaduais, os homenageados têm em comum a dedicação ao bem-estar dos catarinenses, 2014.
•	Homenagem aos relevantes serviços à causa Apaeana, pela Federação das APAES do Estado de Santa Catarina (FEAPAES-SC), 2014.
•	Título de Cidadão Honorário de Forquilhinha, oferecido pela Câmara Municipal, 2015.
•	
Título de Cidadão Honorário de São José, oferecido pela Câmara Municipal, 2018.
•	Homenageado como Deputado Constituinte no ano de 1989, em Sessão Especial da Assembleia Legislativa nas comemorações dos 30 anos da Carta Constitucional Catarinense, 2019.